# ヴィゾーネ
ヴィゾーネ（伊: Visone）は、イタリア共和国ピエモンテ州アレッサンドリア県にある、人口約1,200人の基礎自治体（コムーネ）。

## 地理

### 位置・広がり
| 隣接するコムーネは以下の通り。 - アックイ・テルメ - グロニャルド - モルベッロ - モルサスコ - プラスコ - ストレーヴィ |

### 地震分類
イタリアの地震リスク階級 (it) では、3 に分類される
。